# Guerre di successione di Rügen
Le guerre di successione di Rügen furono una serie di conflitti nel XIV secolo tra il Meclemburgo e la Pomerania per il controllo del Principato danese di Rügen lungo la costa meridionale del Mar Baltico.

## Antefatto
A seguito della conquista del tempio-fortezza (Tempelburg) di Jaromarsburg, presso Arkona nel 1168 ad opera dei danesi sotto re Valdemaro I e del vescovo Absalone di Roeskilde, i principi di Rügen dovettero riconoscere sul sito la sovranità feudale danese. Alla loro ascesa al potere, i principi di Rügen vennero costretti a confermare la loro alleanza coi re danesi ed obbligati a fornire supporto militare alla Danimarca in caso di necessità.
Nel 1304 Vitslav III di Rügen ottenne la signoria sul territorio alla morte di suo fratello, Sambor. Dal momento che all'epoca egli non aveva eredi, si presentò per la prima volta la possibilità che la casa di Rügen si estinguesse. Pertanto, nel 1310 si accordò a Ribnitz col re di Danimarca, Eric VI Menved, per la successione. Questo accordo stabiliva che nel caso in cui Vitslav fosse morto senza eredi, il feudo di Rügen sarebbe tornato alla corona danese. All'epoca, Eric VI Menved stava tentando di espandere il proprio potere nel Mar Baltico settentrionale per ridurre l'influenza delle città anseatiche come ad esempio Stralsund. Ad assisterlo, oltre ai principi di Rügen, il re aveva dalla sua parte anche il principe Enrico II di Meclemburgo come proprio vassallo. Dopo la morte di Eric VI Menved nel 1319, il trattato del 1310 decadde e Vitslav III cercò degli alleati nei duchi di Pomerania. Il 5 maggio 1321 i duchi Ottone I di Pomerania, Wartislao IV di Pomerania-Wolgast e Barnim III di Pomerania-Stettino si accordarono con Vitslav III di Rügen per la successione. In un precedente accordo di alleanza sottoscritto il 25 ottobre 1315 tra Wartislao IV, figlio di Margherita, sorella di Vitislav III, ed il fratello di Eric, Cristoforo di Halland, che poi divenne re col nome di Cristoforo II di Danimarca, Wartislao IV aveva già promesso il feudo di Rügen alla Danimarca.

## La prima guerra di successione di Rügen
Alla morte di Vitslav l'8 novembre 1325 la linea maschile dei principi di Rügen si estinse. Wartislao IV prese il controllo del principato di Rügen aspettandosi di venirne infeudato da re Cristoforo II. Una rivolta in Danimarca, ad ogni modo, costrinse Cristoforo II ad abbandonare la Danimarca e cercò rifugio presso i suoi vassalli del Meclemburgo. Il 4 maggio 1326 Cristoforo promise ai principi di Meclemburgo e Werle il feudo di Rügen. Ma all'inizio di giugno, Cristoforo incontrò Wartislao a Barth e gli si presentò con sette bandiere di infeudazione (Lehensfahnen). Per proteggersi, il 14 luglio 1326, Wartislao strinse alleanza col nuovo potere occulto dietro al trono danese, il conte Gerhard III di Holstein, tutore del giovane re, Valdemaro III di Danimarca, ancora in età minore.
Quando Wartislao IV morì il 1 agosto 1326, dopo una breve malattia, morì lasciando tre figli giovani. Gerhard di Holstein li riconobbe come suoi successori. Cristoforo II, vivendo in Meclemburgo, concesse nel frattempo il feudo di Rügen il 6 agosto a Enrico II di Meclemburgo ed ai principi di Werle, in cambio di supporto militare. Sul finire dell'estate del 1326, Enrico colse l'occasione della situazione ed occupò i territori occidentali del principato di Rügen. I villaggi di Barth e Grimmen si arresero dopo un breve assedio. Loitz si arrese senza combattere.
Le città anseatiche di Stralsund, Greifswald, Anklam e Demmin si allearono insieme col conte di Holstein. La vedova di Wartislao ed i figli si rifugiarono a Greifswald. Nel settembre del 1326, Gerhard di Holstein avanzò verso Stralsund con 600 cavalieri e riprese la città di Loitz. Dopo la negoziazione del cessate il fuoco col Meclemburgo egli fece ritorno in Danimarca nell'ottobre del 1326. Poco dopo i duchi di Pomerania-Stettino ottennero la tutela dei loro parenti di Wolgast. La duchessa vedova coi suoi figli tornò al Castello di Wolgast. Dopo aver svelato un piano di rapimento tramato dal barone di Schwerin, residente a Spantekow ed Altwigshagen, il figlio primogenito, Bogislao, venne trasferito nuovamente a Greifswald per maggiore sicurezza.
Nel luglio del 1327, i combattimenti riesplosero. Dopo un inconcludente attacco a Demmin, Enrico II di Meclemburgo avanzò verso i cancelli di Greifswald il 16 agosto 1327. Non potendo nulla contro le difese di Greifswald, le forze del Meclemburgo marciarono verso l'area di Wusterhusen e devastarono gli insediamenti attorno a Wolgast. Il giorno successivo, l'esercito del Meclemburgo avanzò verso Loitz e costruì una posizione fortificata sullo Schopendamm, detta appunto Schopenburg. Dal momento che nessun aiuto pervenne dai danesi di Gerhard di Holstein, le città della Pomerania si rivolsero ai duchi di Stettino per assistenza. All'inizio di ottobre, le truppe del Meclemburgo marciarono su Grimmen e Ekberg nelle vicinanze di Greifswald dove rubarono 40 mucche. L'esercito del Meclemburgo venne sconfitto a Griebenow. Le successive azioni della Pomerania ebbero ben poco successo, ad eccezione dell'assedio dello Schopenburg presso Loitz nel marzo del 1328.
Nell'aprile del 1328, Enrico si rivolse contro i duchi di Pomerania-Stettino e poi verso Treptow an der Tollense. Le truppe della Pomerania vennero costrette a combattere le forze brandeburghesi pertanto i conti di Gützkow, supportati da truppe di Demmin e Treptow combatterono Enrico II e lo batterono decisivamente a Völschow.

## Trattato di Brudersdorf
Il 27 giugno 1328, nel villaggio di Brudersdorf presso Dargun, venne siglato un trattato di pace tra il duca Barnim III di Stettino, tutore dei figli di Wartislao IV, Enrico II di Meclemburgo, e Giovanni di Werle. In cambio del pagamento di 31 000 marchi di Colonia nei successivi dodici anni, il Meclemburgo rinunciò ai propri diritti sul principato di Rügen. Come garanzia ricevettero la parte occidentale dei territori di Rügen, le regioni di Barth, Grimmen e Tribsees.

## La seconda guerra di successione di Rügen
Nel dicembre del 1340, il pagamento era ancora da compiere e pertanto le terre passarono al Meclemburgo, i cui duchi ad ogni modo non avevano ricevuto una investitura ufficiale da re Valdemaro IV di Danimarca. Nell'autunno del 1342, il maresciallo pomerano Wedego Bugenhagen, prese il controllo di Grimmen. Nel settembre del 1343, l'esercito del Meclemburgo al comando di Alberto II riuscì a riprendere la città. Grazie alla mediazione delle città di Stralsund e Greifswald, venne concordato un cessate il fuoco nell'ottobre del 1343, ma il tanto atteso arbitrato venne evitato. Valdemaro IV, come formale signore feudale, evitò di prendere decisioni in quanto temeva di scommettere sul vincitore sbagliato nella contesa.
I figli di Wartislao IV di Pomerania-Wolgast, pur non potendo riscattarli, continuavano a pretendere la successione ai loro feudi e per questo ripresero la lotta col Meclemburgo nel 1351. Col supporto di Barnim III di Pomerania-Stettino, un esercito guidato dal barone Klaus Hahn inflisse una devastante sconfitta al Meclemburgo il 25 ottobre 1351 presso lo Schopendamm nei pressi di Loitz. Tra i caduti per parte pomerana vi fu il conte Giovanni IV il Giovane di Gützkow. Questi, non avendo avuto figli, aprì la strada alla conquista della sua contea da parte di Barnim III.

## Trattato di Stralsund
Nel 1354, il Meclemburgo rinunciò alle proprie pretese su Grimmen e Barth col Trattato di Stralsund. Solo Tribsees passò alla Pomerania nel 1355, collegata com'era alla vedova di Vitslav III, Anna di Lindow-Ruppin che aveva sposato Enrico II. Con ciò l'intero ex principato di Rügen venne unito al ducato di Pomerania-Wolgast.